# Machine Daguin
Pour les articles homonymes, voir Daguin.
La machine Daguin est une machine à oblitérer mécaniquement le courrier, l'une des premières utilisée par les postes françaises. Elle est inventée par Eugène Daguin (1849-1888). Sa mise en service officielle a lieu en juin 1884 à Paris. Elle a un rendement de 3 000 lettres par heure.
Elle appose deux empreintes sur le pli : la première oblitère le timbre-poste et la seconde laisse une preuve lisible de la date. Le centre des deux cachets est séparé d'une distance constante de 28 millimètres jusqu'en 1949.
Dans les années 1900, la machine Daguin commence à être délaissée pour des machines plus rapides, mais connaît un regain d'usage dans les années 1920 quand il est permis de remplacer le deuxième cachet oblitérant par un cachet publicitaire. La carrière de la machine Daguin s'achève dans les années 1960, et on en trouve à titre exceptionnel dans certains bureaux jusque dans les années 1970.
Les philatélistes re-découvrent la machine et ses oblitérations dans les années 1950.

## Description

### La conception[1]
Eugène Daguin est un des ingénieurs qui ont soumis des projets de « machines à timbrer » aux postes françaises, en quête d'un moyen de traiter des volumes croissants de courrier. Jusqu'au début des essais de ces machines, le bras de l'employé postal est le seul moyen d'oblitérer le timbre et de « timbrer » (indiquer la date et le lieu de prise en charge postale).
En juin 1881, Daguin dépose un premier brevet (n° 143 668) dont un croquis la présente comme une « machine à coudre » sous laquelle sont glissés les plis à oblitérer, même si une phrase présente ce qu'elle va rapidement devenir : une « machine à timbrer et à oblitérer avec porte-timbre articulé fonctionnant à la main ». Cet extrait correspond aux brevets n° 151 332 et 151 355 déposés le 30 septembre 1882, complétés trois fois en 1883. La machine est fixée sur la table de travail. Un bras mobile tenu fermement par l'employé porte à son extrémité deux porte-timbres. L'employé abaisse le bras vers le pli ; ce geste permet d'encrer les timbres à date par un rouleau qui remonte. Un « piston toucheur » bloque le pli pour une marque d'un seul coup et un mouvement de ressort écarte rapidement les cachets du papier. Daguin expliquant que ce piston toucheur et ce ressort évitent les « barbouillages » d'encre sur la lettre. L'employé doit néanmoins faire attention à la position de sa seconde main qui place les lettres sur la table.
Les timbres à date évoluent selon l'usure du matériel, son renouvellement et les changements des règlements postaux. Il suffit de fixer le modèle du moment sur le porte-timbres. Les deux porte-timbres sont indépendants, et donc, deux exemplaires différents peuvent cohabiter sur la machine. Dans les années 1920, le second timbre à date peut être remplacé par un cadre quadrilatère aux coins arrondis contient des textes publicitaires.

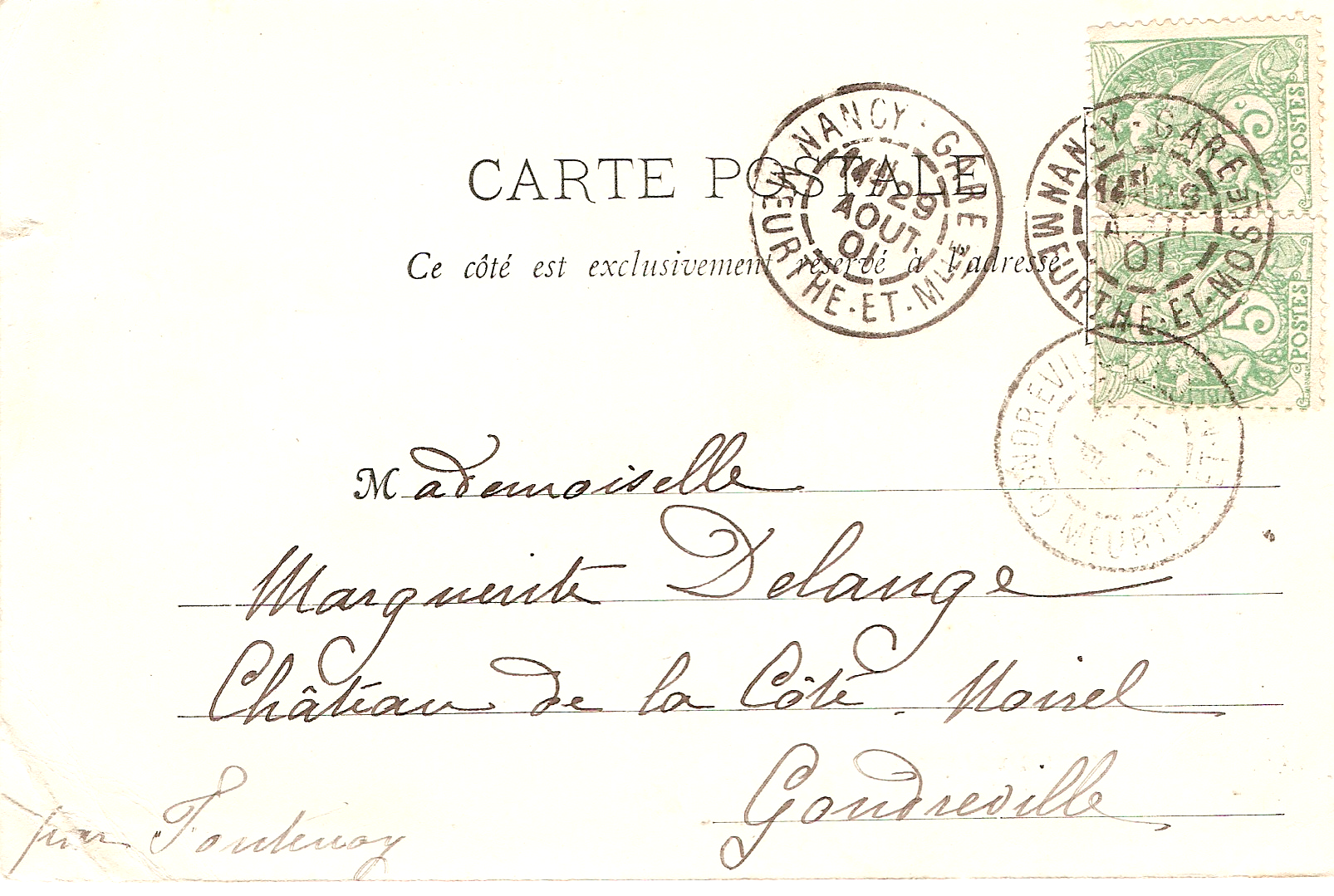
Carte de Nancy en 1901 oblitérée avec une machine Daguin. L'empreinte montre une différence très visible dans les légendes (abréviation de Moselle).

### Les essais
Les essais du 29 août 1881 à juillet 1882 sont réalisés avec un timbre à date rond et un carré de 196 points (14 points de côté). À la suite de ces essais, Daguin dépose son brevet du 30 septembre 1882.
Après l'addition à ce brevet que l'ingénieur effectue le 15 janvier 1883, un nouvel essai a lieu entre le 27 février et le 13 mars 1883. L'empreinte n'a pas sa forme définitive, mais la distance entre les deux timbres à date, mesurée de centre à centre, a la valeur constante de 46 millimètres, les bords étant séparés de 19 millimètres.
Les additions au brevet des 24 octobre et 4 décembre 1883 permettent à Daguin d'achever la description précise de sa machine, notamment de décrire ce que l'administration postale va nommer « piston toucheur ».
En juin 1884, les premières machines entrent en service dans des bureaux de poste parisiens ; fin septembre 1884, les premiers bureaux de province en reçoivent.

### L'empreinte[3]
De la mise en service en 1884 jusqu'à une modification définitive du rayon des timbres à date en 1949, l'empreinte d'une machine Daguin compte quatre signes distinctifs, permettant de ne pas les confondre avec des oblitérations réalisées par une main humaine ou par une autre machine.
Tout d'abord, le centre des deux empreintes est séparé de 28 millimètres ; toute modification de cette distance suppose comme en 1949 de modifier grandement la machine.
Deuxièmement, est visible une rotation d'un timbre à date par rapport à l'autre.
Ensuite, la couronne extérieure portant le lieu d'oblitération est d'une gravure différente du bloc-dateur puisque ce dernier est conçu pour être changé une fois par jour, voire plus en cas de levées multiples. Les deux timbres à date s'usent différemment et sont rarement identiques.
Enfin, l'usure de la machine provoque une marque sur le pli, à 35 millimètres du centre de chacun des cachets à date : en position haute, le rouleau encreur finit par aller trop loin et encre le piston toucheur. En position basse, le piston toucheur (situé à 3,5 cm du centre des porte-timbres) bloque le pli et dépose de l'encre. Craint de Daguin dans sa troisième addition à son brevet, un « barbouillage » finit par être provoqué par sa machine. Cette tache d'encre prouve qu'un cachet seul ou sans le respect des 28 millimètres a été réalisé par une machine Daguin.

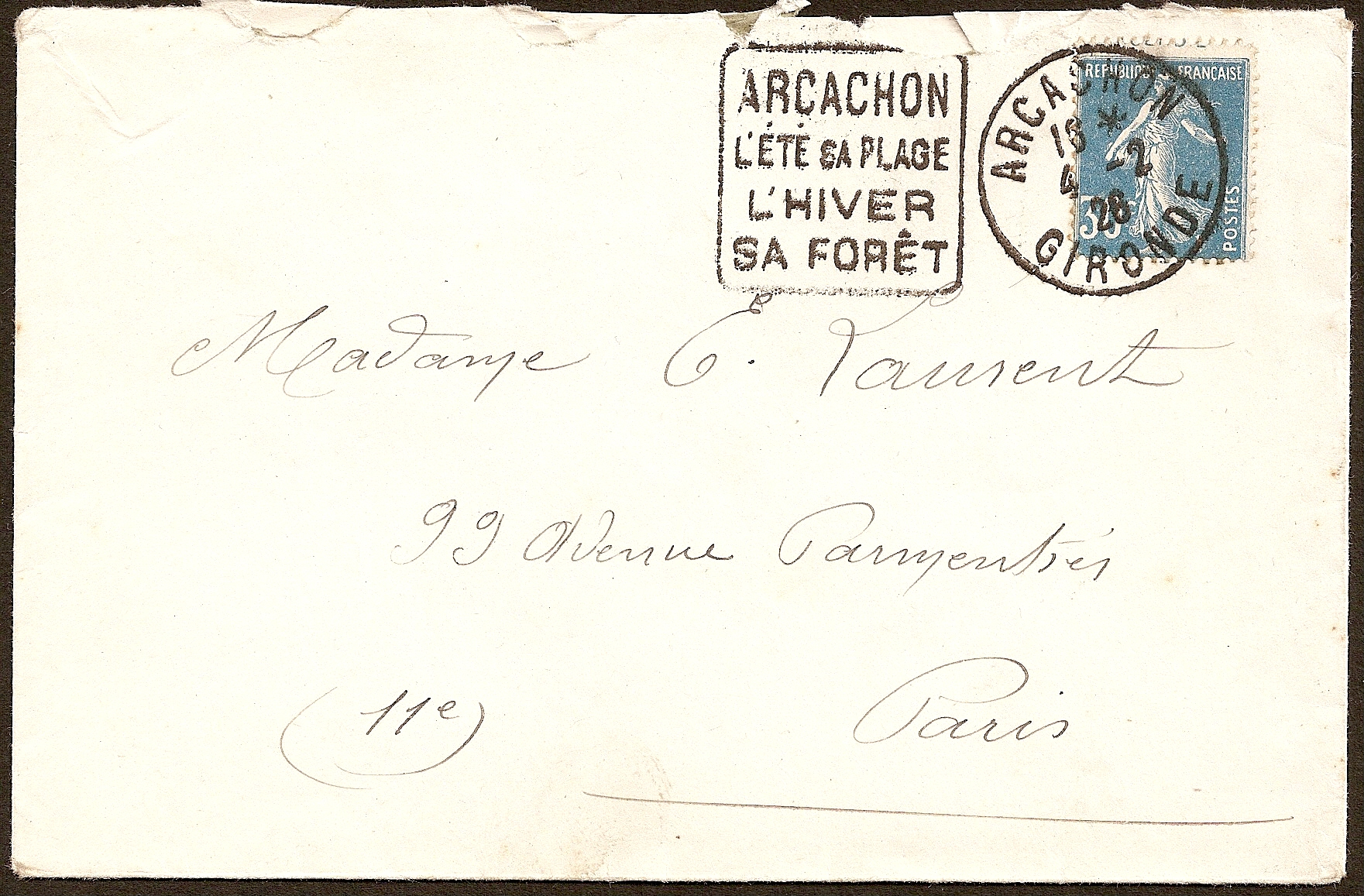
Lettre de 1926 oblitérée à l'aide d'une machine Daguin portant un cachet dateur et une publicité touristique (« Arcachon L'été sa plage L'hiver sa forêt »

Dans ses premières années, les empreintes se distinguent par l'utilisation du timbre à date au type 84 : pour alléger le poids supporté par le porte-timbre, Daguin avait demandé que la couronne intérieure porte une ligne circulaire discontinue.
Au cours de l'année de 1949, et ceci est imposé à tous les bureaux en septembre 1949, les timbres à date deviennent plus gros qu'avant. La machine est modifiée pour que le timbre portant une flamme publicitaire soit excentré. À partir de cette année-là, une empreinte Daguin a une séparation d'environ 30 millimètres et le cachet portant une flamme est désormais systématique à gauche (sa place pouvait parfois varier).
Voici comment on pouvait expliquer le fonctionnement du tri postal et l'utilisation de la machine Daguin en 1886 :

« Dès qu'un certain nombre de lettres ont été ainsi classées, un autre agent, qui fait sans cesse le tour de la table, les enlève et les apporte aux facteurs qui sont chargés de les timbrer. Ces facteurs sont assis devant la machine Daguin, comme des ouvrières devant leur machine à coudre. Dans la machine Daguin, l'oblitération est produite au moyen de deux cachets du modèle ordinaire de la poste adaptés à un organe spécial qu'une arcade
métallique, mobile autour d'une double articulation, permet d'amener en tous les points d’un espace assez considérable. Le facteur dirige un de ces cachets sur le timbre-poste, qui est ainsi oblitéré. L’autre cachet tombe au hasard sur une partie quelconque de la lettre. Bientôt, ce travail est terminé et les lettres, après avoir été classées par rayons et par quartiers, passent entre les mains des facteurs, qui font leur boite, montent en omnibus et commencent leur tournée. »

## Carrière

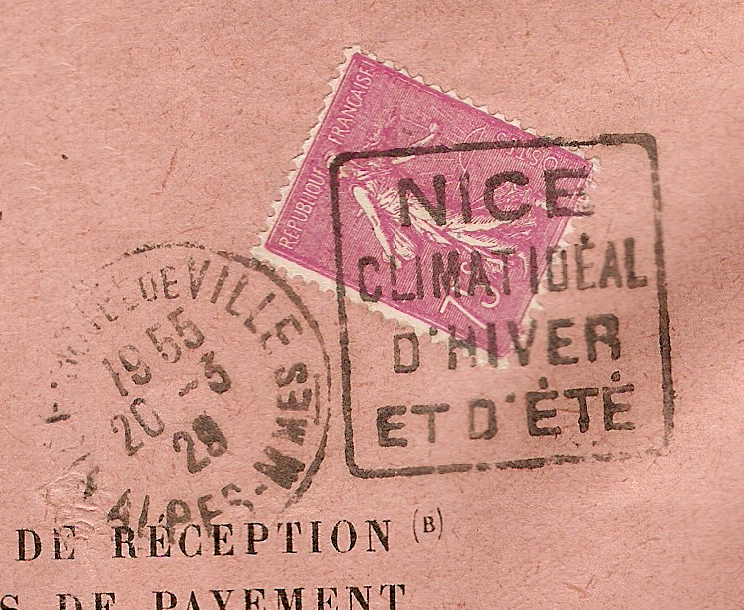
Cachet horodateur de 1928 et cachet publicitaire ("Nice climat idéal d'hiver et d'été") issus d'une machine Daguin

### Une carrière active
De juin 1884 au début du XXe siècle, la machine Daguin est un succès dans les bureaux de poste, mais connaît progressivement la concurrence de nouvelles machines électriques plus rapides dans lesquelles les plis sont déplacés automatiquement sous un cylindre porte-timbre.
La facilité du remplacement du second timbre à date de la machine Daguin par un carré publicitaire relance la demande pour cette machine. Une autorisation est accordée aux bureaux de postes par Paul Laffont, secrétaire d'État aux Postes et Télégraphes, et paraît au Journal officiel des 16 et 17 août 1923 : des flammes postales portant des messages publicitaires ou de service postal (promotion de la poste aérienne) sont permis contre paiement d'un droit par les mairies ou les entreprises, pour le tourisme ou leurs produits, ainsi que « les efforts de l'initiative privée quand celle-ci tend à la satisfaction d'un intérêt général ».
En 1930, dernière année où des livraisons de machines Daguin sont honorées, 500 machines sont achetées, autant que la première année de service en 1884.

### Propagande
Les cachets Daguin sont également le support d'une propagande d'État : « Unité de l'Empire dans sa diversité » en 1942, « La révolution nationale sera sociale ou ne sera pas » en 1943, « Français et Indochinois tous unis derrière le maréchal », « Un seul chef : Pétain ; Un seul devoir : obéir ; Une seule devise : servir », etc. Des débats de spécialistes laissent penser qu'il y a eu aussi une utilisation parallèle de l'esthétique du cachet Daguin, et que des cachets traditionnels étaient utilisés aux fins de propagande en reprenant le format carré et le liseré du cachet Daguin.

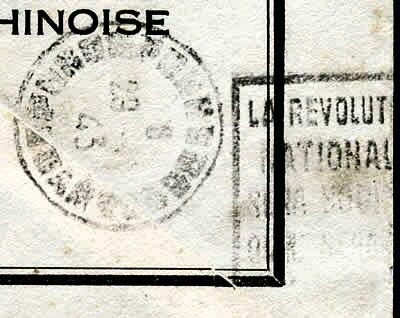
Cachet glorifiant "La révolution nationale sera sociale ou ne sera pas" en 1943
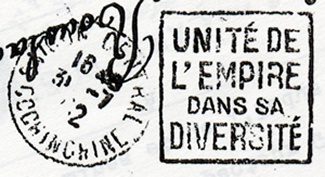
Cachet prônant l'« Unité de l'Empire dans sa diversité » en 1942
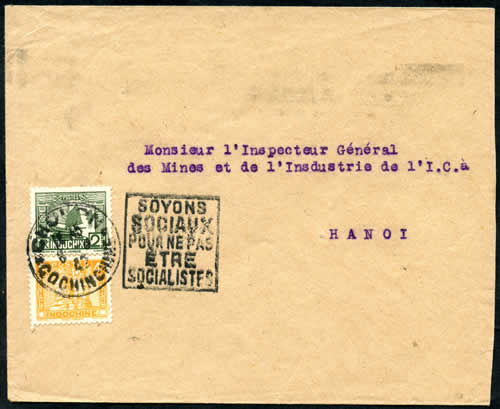
Cachet portant le slogan « Soyons sociaux sans être socialistes » en 1942
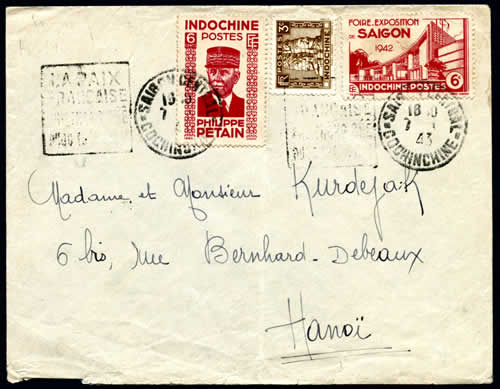
Cachet vantant les mérites de « La paix française Nho Thong Ché duoc thai binh » en 1943

### Fin de carrière[7]
Cependant, le rendement grandissant des machines à oblitérer électriques et leur capacité à supporter des flammes illustrées finissent par avoir raison des machines Daguin : dans les années 1950, elles perdurent dans les petits bureaux. En avril 1952, les PTT reçoivent mille Secap H et mille Secap BB en 1960, nouvelle machine à manivelle. Dans la même décennie, les flammes Daguin sont progressivement remplacées par des lignes ondulées avant que les publicités tamponnées par les machines Daguin soient interdites en 1957.
Une note interne de mars 1962 considère qu'un bureau de poste qui a pour seul équipement une machine Daguin doit être regardé par les directeurs départementaux comme un bureau sans machine à timbrer.
Des exceptions sont tolérées pour quelques postiers âgés et proches de la retraite.

### Hommage
Le 18 mars 1985, le timbre de la Journée du timbre représente une machine à oblitérer Daguin, 101 ans après sa mise en service.

### Hors de France
Des machines Daguin ont fonctionné dans des administrations postales hors de France. Les empreintes sur pli se reconnaissent par les mêmes caractéristiques qu'en France de 1884 à 1949.
En Roumanie, six bureaux ont eu une Daguin, entre 1890 et 1904 : Brăila, Bucarest, Focşani, Galaţi, Iaşi et Ploieşti. Cet usage est commémoré par un entier postal illustré de la machine et du portrait d'Eugène Daguin, émis à l'occasion du Salon philatélique international Bucarest 2005,.

## Études philatéliques
D'après Yvon Nouazé en 2006, les empreintes Daguin ne sont visiblement pas étudiées, voire connues des philatélistes et des marcophiles avant 1946. Le plus ancien écrit retrouvé par Nouazé est titré par son auteur Une énigme philatélique : les étranges oblitérations de Toulouse sur le type Sage « N sous U ».
Le sujet commence à passionner après les années 1950 et les études de Louis Goubin sur « le problème des empreintes jumelées en France de 1884 à nos jours », titre de son premier article sur le sujet.
L'importance des études spécialisées sur les machines et empreintes Daguin conduit même Roger Perrayon à titrer « La Daguin encore ! », l'article où il révèle sa découverte des marques laissées par le piston toucheur.
Émile Barthélémy crée l'expression « Daguin borgne » quand la machine est utilisée avec un seul timbre à date (la machine reste identifiable grâce à la trace d'encre laissée par le piston toucheur.

## Collection
À elles seules, les empreintes Daguin constituent un sujet de philatélie spécialisée : essais, dates d'usage dans tel bureau ou tel département, évolution des timbres à date et des flammes, dernières oblitérations recensées, etc. Les philatélistes documentés retrouvent même des empreintes sur des courriers provenant de l'étranger. [réf. souhaitée]
Les flammes postales portées par les Daguin de 1923 à 1957 fournissent les collections thématiques soucieuses de varier la forme des flammes sur les plis.

### Sources
- Yvon Nouazé, L'Oblitération mécanique en France, édité par la Fédération française des associations philatéliques (FFAP), 2006 ; chapitre 4, « Les machines Daguin », pages 51-64.